# ATCC 1996
ATCC 1996 vanns sensationellt av den 22-årige Craig Lowndes, som blev seriens yngste mästare någonsin.

## Delsegrare
| Bana           | Vinnare        | Märke  | Tvåa          | Märke  | Trea          | Märke  |
| -------------- | -------------- | ------ | ------------- | ------ | ------------- | ------ |
| Eastern Creek  | Craig Lowndes  | Holden | Wayne Gardner | Holden | John Bowe     | Ford   |
| Sandown        | Craig Lowndes  | Holden | Glenn Seton   | Ford   | Mark Skaife   | Holden |
| Bathurst       | John Bowe      | Ford   | Dick Johnson  | Ford   | Peter Brock   | Holden |
| Symmons Plains | Craig Lowndes  | Holden | Peter Brock   | Holden | John Bowe     | Ford   |
| Phillip Island | Larry Perkins  | Holden | Glenn Seton   | Ford   | Dick Johnson  | Ford   |
| Calder Park    | Russell Ingall | Holden | John Bowe     | Ford   | Glenn Seton   | Ford   |
| Lakeside       | Craig Lowndes  | Holden | Alan Jones    | Ford   | John Bowe     | Ford   |
| Barbagallo     | Craig Lowndes  | Holden | Glenn Seton   | Ford   | Peter Brock   | Holden |
| Mallala        | Craig Lowndes  | Holden | Alan Jones    | Ford   | John Bowe     | Ford   |
| Oran Park      | Peter Brock    | Holden | Glenn Seton   | Ford   | Craig Lowndes | Holden |

## Slutställning
| Plats | Förare         | Märke  | Poäng |
| ----- | -------------- | ------ | ----- |
| 1     | Craig Lowndes  | Holden | 423   |
| 2     | John Bowe      | Ford   | 344   |
| 3     | Glenn Seton    | Ford   | 308   |
| 4     | Peter Brock    | Holden | 286   |
| 5     | Larry Perkins  | Holden | 192   |
| 6     | Russell Ingall | Holden | 183   |
| 7     | Wayne Gardner  | Holden | 182   |
| 8     | Alan Jones     | Ford   | 180   |
| 9     | Mark Skaife    | Holden | 177   |
| 10    | Dick Johnson   | Ford   | 173   |